# TV Guia
TV Guia é uma revista de televisão portuguesa fundada em 1979 após o fim da "Tele Semana" em 1978.
Pertence ao Grupo Medialivre sendo uma das publicações mais vendidas do seu segmento.

## Formato
Editada ininterruptamente desde 1979, a TV Guia é a mais antiga revista de televisão existente em Portugal e a marca mais sólida neste universo específico de publicações.
Os accionistas da TV Guia Editora, que também deteve outros títulos como "Guia" e "Tv Filmes", eram a RTP e a RTC (o braço comercial da RTP).
A decisão de alienar a TV Guia, ao grupo Medialivre, foi do Conselho de Administração da RTP, que iniciou funções a 22 de Julho de 2002. A publicação é editada em Lisboa e dirigida atualmente pela jornalista Luísa Jeremias, desde 2008.
Foram directores da revista: Adriano Cerqueira, Rui Mendonça, João Gobern (2001), Margarida Pinto Correia, Nuno Farinha, entre outros.
Desde que pertence ao portfólio de publicações do Grupo Medialivre, hoje Medialivre, a TV Guia renovou a sua imagem gráfica e adoptou um novo formato de revista de sociedade – uma vez que a TV Guia é muito mais do que uma simples revista de televisão: é uma revista que trata a vida das pessoas que aparecem na televisão.
Jorge Jacinto (Fotografia), já falecido, foi um dos colaboradores mais antigos.
Esta revista tem um destacável de culinária, além de passatempos, áreas específicas para as novidades das novelas e da televisão.

## Colaboradores
- Vasco Hogan Teves (Televisão)
- Vasco Granja (Banda Desenhada)
- Júlio Isidro (Crónicas da América, década de 1990)

## Ligações Externas
- Site Oficial da TV Guia
- Página oficial no Facebook
- Página oficial no Instagram
- Página no site da Medialivre